# Convocazioni per la FIFA Confederations Cup 2009
Elenco dei giocatori convocati da ciascuna Nazionale di calcio partecipante alla FIFA Confederations Cup 2009.

## Gruppo A

### Iraq
Allenatore:  Bora Milutinović
| N. | Pos. | Giocatore                 | Data nascita (età)          | Pres. | Reti | Squadra              |
| -- | ---- | ------------------------- | --------------------------- | ----- | ---- | -------------------- |
| 1  | P    | Uday Taleb                | 1º luglio 1981 (27 anni)    | 5     | 0    | Dohuk FC             |
| 2  | D    | Mohammed Ali Karim        | 25 giugno 1986 (22 anni)    | 5     | 0    | Al-Quwa Al-Jawiya    |
| 3  | D    | Bassim Abbas              | 1º luglio 1982 (26 anni)    | 59    | 2    | Al-Talaba            |
| 4  | D    | Fareed Majeed             | 17 agosto 1986 (22 anni)    | 4     | 0    | Al-Talaba            |
| 5  | C    | Nashat Akram              | 12 settembre 1984 (24 anni) | 74    | 10   | Al-Gharafa           |
| 6  | C    | Salih Sadir               | 21 agosto 1982 (26 anni)    | 46    | 11   | Al-Ahed              |
| 7  | A    | Emad Mohammed             | 24 luglio 1982 (26 anni)    | 75    | 23   | Sepahan              |
| 8  | A    | Luay Salah                | 7 febbraio 1982 (27 anni)   | 17    | 3    | Arbil FC             |
| 9  | D    | Dara Mohammed             | 25 giugno 1987 (21 anni)    | 1     | 0    | Sulaymaniyah FC      |
| 10 | A    | Younis Mahmoud (Capitano) | 2 marzo 1983 (26 anni)      | 69    | 28   | Al-Gharafa           |
| 11 | C    | Hawar Mulla Mohammed      | 1º giugno 1981 (28 anni)    | 71    | 15   | Anorthōsis           |
| 12 | P    | Mohammed Kassid           | 10 dicembre 1986 (22 anni)  | 10    | 0    | Al-Zawraa            |
| 13 | C    | Karrar Jassim             | 15 marzo 1987 (22 anni)     | 21    | 1    | Al-Wakra Sports Club |
| 14 | D    | Salam Shakir              | 31 luglio 1988 (20 anni)    | 10    | 0    | Al-Khor Sports Club  |
| 15 | D    | Ali Hussein Rehema        | 15 aprile 1985 (24 anni)    | 44    | 1    | Al-Wakra             |
| 16 | C    | Abu Al-Hail               | 21 dicembre 1976 (32 anni)  | 66    | 8    | Sepahan              |
| 17 | A    | Alaa Abdul-Zahra          | 22 dicembre 1987 (21 anni)  | 9     | 1    | Al-Khor Sports Club  |
| 18 | C    | Mahdi Karim               | 10 dicembre 1983 (25 anni)  | 63    | 9    | Al-Khor Sports Club  |
| 19 | D    | Essam Yassin              | 5 aprile 1987 (22 anni)     | 1     | 0    | Al-Amana             |
| 20 | C    | Samer Saeed               | 1º dicembre 1987 (21 anni)  | 6     | 0    | Al Ahly Tripoli      |
| 21 | D    | Muayad Khalid             | 1º settembre 1985 (23 anni) | 3     | 0    | Al-Quwa Al-Jawiya    |
| 22 | P    | Noor Sabri                | 6 giugno 1984 (25 anni)     | 62    | 0    | Al-Talaba            |
| 23 | C    | Halgurd Mulla Mohammed    | 11 marzo 1988 (21 anni)     | 5     | 0    | Sulaymaniyah FC      |

### Nuova Zelanda
Allenatore:  Ricki Herbert
| N. | Pos. | Giocatore            | Data nascita (età)          | Pres. | Reti | Squadra              |
| -- | ---- | -------------------- | --------------------------- | ----- | ---- | -------------------- |
| 1  | P    | Mark Paston          | 13 dicembre 1976 (32 anni)  | 16    | 0    | Wellington Phoenix   |
| 2  | D    | Aaron Scott          | 19 luglio 1986 (22 anni)    | 2     | 0    | Waitakere United     |
| 3  | D    | Tony Lochhead        | 12 gennaio 1982 (27 anni)   | 17    | 0    | Wellington Phoenix   |
| 4  | C    | Duncan Oughton       | 14 giugno 1977 (32 anni)    | 23    | 2    | Columbus Crew        |
| 5  | D    | Ben Sigmund          | 3 febbraio 1981 (28 anni)   | 8     | 1    | Wellington Phoenix   |
| 6  | D    | Ivan Vicelich        | 3 settembre 1976 (32 anni)  | 63    | 7    | Auckland City        |
| 7  | C    | Simon Elliott        | 10 giugno 1974 (35 anni)    | 51    | 6    | San Jose Earthquakes |
| 8  | C    | Tim Brown (Capitano) | 6 marzo 1981 (28 anni)      | 15    | 0    | Wellington Phoenix   |
| 9  | A    | Shane Smeltz         | 29 settembre 1981 (27 anni) | 18    | 11   | Gold Coast United    |
| 10 | A    | Chris Killen         | 8 ottobre 1981 (27 anni)    | 27    | 15   | Celtic               |
| 11 | C    | Leo Bertos           | 20 dicembre 1981 (27 anni)  | 21    | 0    | Wellington Phoenix   |
| 12 | P    | Glen Moss            | 19 gennaio 1983 (26 anni)   | 9     | 0    | Melbourne Victory    |
| 13 | C    | Andrew Barron        | 24 dicembre 1980 (28 anni)  | 5     | 1    | Team Wellington      |
| 14 | C    | Jeremy Christie      | 22 maggio 1983 (26 anni)    | 16    | 1    | Wellington Phoenix   |
| 15 | A    | Jeremy Brockie       | 7 ottobre 1987 (21 anni)    | 10    | 0    | N. Queensland Fury   |
| 16 | C    | Chris James          | 4 luglio 1987 (21 anni)     | 8     | 0    | Tampere United       |
| 17 | D    | David Mulligan       | 24 marzo 1982 (27 anni)     | 18    | 3    | Wellington Phoenix   |
| 18 | D    | Andrew Boyens        | 18 settembre 1983 (25 anni) | 7     | 0    | Red Bull New York    |
| 19 | D    | Steven Old           | 17 febbraio 1986 (23 anni)  | 17    | 1    | Kilmarnock           |
| 20 | A    | Chris Wood           | 7 dicembre 1991 (17 anni)   | 0     | 0    | West Bromwich Albion |
| 21 | A    | Kris Bright          | 15 settembre 1986 (22 anni) | 2     | 1    | Panserraikos         |
| 22 | A    | Jarrod Smith         | 20 giugno 1984 (24 anni)    | 13    | 0    | Seattle Sounders     |
| 23 | P    | James Bannatyne      | 30 giugno 1975 (33 anni)    | 5     | 0    | Team Wellington      |

### Sudafrica
Allenatore:  Joel Santana
| N. | Pos. | Giocatore                | Data nascita (età)          | Pres. | Reti | Squadra           |
| -- | ---- | ------------------------ | --------------------------- | ----- | ---- | ----------------- |
| 1  | P    | Rowen Fernández          | 28 febbraio 1978 (31 anni)  | 19    | 0    | Arminia Bielefeld |
| 2  | D    | Siboniso Gaxa            | 6 aprile 1984 (25 anni)     | 20    | 0    | Mamelodi Sundowns |
| 3  | D    | Tsepo Masilela           | 5 maggio 1985 (24 anni)     | 18    | 0    | Maccabi Haifa     |
| 4  | D    | Aaron Mokoena (Capitano) | 25 novembre 1980 (28 anni)  | 85    | 1    | Blackburn Rovers  |
| 5  | C    | Benson Mhlongo           | 9 novembre 1980 (28 anni)   | 27    | 1    | Orlando Pirates   |
| 6  | C    | MacBeth Sibaya           | 25 novembre 1977 (31 anni)  | 48    | 0    | Rubin Kazan       |
| 7  | C    | Lance Davids             | 11 aprile 1985 (24 anni)    | 16    | 0    | Supersport United |
| 8  | C    | Siphiwe Tshabalala       | 25 settembre 1984 (24 anni) | 28    | 3    | Kaizer Chiefs     |
| 9  | A    | Katlego Mphela           | 29 novembre 1984 (24 anni)  | 11    | 4    | Mamelodi Sundowns |
| 10 | C    | Steven Pienaar           | 17 marzo 1982 (27 anni)     | 39    | 2    | Everton           |
| 11 | C    | Elrio van Heerden        | 11 luglio 1983 (25 anni)    | 27    | 3    | Club Brugge       |
| 12 | C    | Teko Modise              | 22 dicembre 1982 (26 anni)  | 33    | 9    | Orlando Pirates   |
| 13 | C    | Kagiso Dikgacoi          | 24 novembre 1984 (24 anni)  | 19    | 2    | Golden Arrows     |
| 14 | D    | Matthew Booth            | 14 marzo 1977 (32 anni)     | 20    | 1    | Mamelodi Sundowns |
| 15 | D    | Innocent Mdledle         | 12 novembre 1985 (23 anni)  | 5     | 0    | Orlando Pirates   |
| 16 | P    | Itumeleng Khune          | 20 giugno 1987 (21 anni)    | 14    | 0    | Kaizer Chiefs     |
| 17 | C    | Bernard Parker           | 16 marzo 1986 (23 anni)     | 13    | 5    | Stella Rossa      |
| 18 | A    | Thembinkosi Fanteni      | 2 febbraio 1984 (25 anni)   | 17    | 2    | Maccabi Haifa     |
| 19 | D    | Bryce Moon               | 6 aprile 1986 (23 anni)     | 15    | 1    | Panathīnaïkos     |
| 20 | D    | Bongani Khumalo          | 6 gennaio 1987 (22 anni)    | 5     | 0    | Supersport United |
| 21 | A    | Katlego Mashego          | 18 maggio 1982 (27 anni)    | 9     | 1    | Orlando Pirates   |
| 22 | P    | Brian Baloyi             | 16 marzo 1974 (35 anni)     | 24    | 0    | Mamelodi Sundowns |
| 23 | D    | Morgan Gould             | 23 marzo 1983 (26 anni)     | 2     | 0    | Supersport United |

### Spagna
Allenatore:  Vicente del Bosque
| N. | Pos. | Giocatore                | Data nascita (età)         | Pres. | Reti | Squadra         |
| -- | ---- | ------------------------ | -------------------------- | ----- | ---- | --------------- |
| 1  | P    | Iker Casillas (Capitano) | 20 maggio 1981 (28 anni)   | 87    | 0    | Real Madrid     |
| 2  | D    | Raúl Albiol              | 4 settembre 1985 (23 anni) | 10    | 0    | Valencia        |
| 3  | D    | Gerard Piqué             | 2 febbraio 1987 (22 anni)  | 3     | 1    | Barcellona      |
| 4  | D    | Carlos Marchena          | 31 luglio 1979 (29 anni)   | 50    | 2    | Valencia        |
| 5  | D    | Carles Puyol             | 13 aprile 1978 (31 anni)   | 72    | 2    | Barcellona      |
| 6  | C    | Pablo Hernández          | 11 aprile 1985 (24 anni)   | 0     | 0    | Valencia        |
| 7  | A    | David Villa              | 3 dicembre 1981 (27 anni)  | 43    | 25   | Valencia        |
| 8  | C    | Xavi                     | 25 gennaio 1980 (29 anni)  | 71    | 8    | Barcellona      |
| 9  | A    | Fernando Torres          | 20 marzo 1984 (25 anni)    | 61    | 18   | Liverpool       |
| 10 | C    | Cesc Fàbregas            | 4 maggio 1987 (22 anni)    | 37    | 1    | Arsenal         |
| 11 | D    | Joan Capdevila           | 3 febbraio 1978 (31 anni)  | 32    | 4    | Villarreal      |
| 12 | C    | Sergio Busquets          | 16 luglio 1988 (20 anni)   | 1     | 0    | Barcellona      |
| 13 | P    | Diego Lopez              | 3 novembre 1981 (27 anni)  | 0     | 0    | Villarreal      |
| 14 | C    | Xabi Alonso              | 25 novembre 1981 (27 anni) | 56    | 4    | Liverpool       |
| 15 | D    | Sergio Ramos             | 30 marzo 1986 (23 anni)    | 48    | 4    | Real Madrid     |
| 16 | A    | Fernando Llorente        | 26 febbraio 1985 (24 anni) | 3     | 1    | Athletic Bilbao |
| 17 | A    | Daniel Güiza             | 17 agosto 1980 (28 anni)   | 14    | 2    | Fenerbahçe      |
| 18 | C    | Albert Riera             | 15 ottobre 1982 (26 anni)  | 7     | 1    | Liverpool       |
| 19 | D    | Álvaro Arbeloa           | 17 gennaio 1983 (26 anni)  | 5     | 0    | Liverpool       |
| 20 | C    | Santiago Cazorla         | 13 dicembre 1984 (24 anni) | 15    | 1    | Villarreal      |
| 21 | C    | David Silva              | 8 gennaio 1986 (23 anni)   | 23    | 3    | Valencia        |
| 22 | A    | Juan Manuel Mata         | 28 aprile 1988 (21 anni)   | 1     | 0    | Valencia        |
| 23 | P    | José Manuel Reina        | 31 agosto 1982 (26 anni)   | 9     | 0    | Liverpool       |

## Gruppo B

### Brasile
Allenatore:  Dunga
| N. | Pos. | Giocatore        | Data nascita (età)         | Pres. | Reti | Squadra         |
| -- | ---- | ---------------- | -------------------------- | ----- | ---- | --------------- |
| 1  | P    | Júlio César      | 3 settembre 1979 (29 anni) | 34    | 0    | Internazionale  |
| 2  | D    | Maicon           | 26 luglio 1981 (27 anni)   | 44    | 4    | Internazionale  |
| 3  | D    | Lúcio (Capitano) | 8 maggio 1978 (31 anni)    | 79    | 3    | Bayern Monaco   |
| 4  | D    | Juan             | 1º febbraio 1979 (30 anni) | 70    | 5    | Roma            |
| 5  | C    | Felipe Melo      | 26 agosto 1983 (25 anni)   | 5     | 1    | Fiorentina      |
| 6  | D    | Kléber           | 1º aprile 1980 (29 anni)   | 18    | 1    | Internacional   |
| 7  | C    | Elano            | 14 giugno 1981 (28 anni)   | 32    | 6    | Manchester City |
| 8  | C    | Gilberto Silva   | 7 ottobre 1976 (32 anni)   | 74    | 3    | Panathīnaïkos   |
| 9  | A    | Luís Fabiano     | 8 novembre 1980 (28 anni)  | 26    | 17   | Sevilla         |
| 10 | C    | Kaká             | 22 aprile 1982 (27 anni)   | 65    | 24   | Milan           |
| 11 | A    | Robinho          | 25 gennaio 1984 (25 anni)  | 65    | 18   | Manchester City |
| 12 | P    | Victor           | 21 gennaio 1983 (26 anni)  | 0     | 0    | Grêmio          |
| 13 | D    | Daniel Alves     | 6 maggio 1983 (26 anni)    | 23    | 2    | Barcellona      |
| 14 | D    | Luisão           | 13 febbraio 1982 (27 anni) | 30    | 2    | Benfica         |
| 15 | D    | Miranda          | 7 settembre 1984 (24 anni) | 1     | 0    | São Paulo       |
| 16 | D    | André Santos     | 8 marzo 1983 (26 anni)     | 0     | 0    | Corinthians     |
| 17 | C    | Josué            | 19 luglio 1979 (29 anni)   | 24    | 1    | Wolfsburg       |
| 18 | C    | Ramires          | 24 marzo 1987 (22 anni)    | 2     | 0    | Cruzeiro        |
| 19 | C    | Júlio Baptista   | 1º ottobre 1981 (27 anni)  | 40    | 4    | Roma            |
| 20 | C    | Kléberson        | 19 giugno 1979 (29 anni)   | 28    | 2    | Flamengo        |
| 21 | A    | Alexandre Pato   | 2 settembre 1989 (19 anni) | 7     | 1    | Milan           |
| 22 | A    | Nilmar           | 14 luglio 1984 (24 anni)   | 7     | 2    | Internacional   |
| 23 | P    | Gomes            | 15 febbraio 1981 (28 anni) | 9     | 0    | Tottenham       |

### Egitto
Allenatore:  Hassan Shehata
| N. | Pos. | Giocatore               | Data nascita (età)          | Pres. | Reti | Squadra           |
| -- | ---- | ----------------------- | --------------------------- | ----- | ---- | ----------------- |
| 1  | P    | Essam El-Hadary         | 15 gennaio 1973 (36 anni)   | 88    | 0    | Sion              |
| 2  | D    | Mahmoud Fathallah       | 13 febbraio 1982 (27 anni)  | 20    | 0    | El Zamalek        |
| 3  | D    | Ahmed Al-Muhammadi      | 9 settembre 1987 (21 anni)  | 23    | 0    | ENPPI             |
| 4  | D    | Ahmed Said              | 13 marzo 1984 (25 anni)     | 2     | 0    | Haras El-Hodood   |
| 5  | C    | Ahmed Khairy            | 1º ottobre 1987 (21 anni)   | 1     | 0    | Al-Ismaili        |
| 6  | D    | Hany Said               | 22 aprile 1980 (29 anni)    | 59    | 0    | El Zamalek        |
| 7  | D    | Ahmed Fathy             | 10 novembre 1984 (24 anni)  | 53    | 2    | Al-Ahly           |
| 8  | C    | Hosny Abd Rabo          | 1º novembre 1984 (24 anni)  | 56    | 8    | Ahli Dubai        |
| 9  | A    | Mohamed Zidan           | 11 dicembre 1981 (27 anni)  | 21    | 4    | Borussia Dortmund |
| 10 | C    | Ahmed Eid Abdel Malek   | 15 maggio 1980 (29 anni)    | 21    | 4    | Haras El-Hodood   |
| 11 | C    | Mohamed Shawky          | 5 ottobre 1984 (24 anni)    | 56    | 4    | Middlesbrough     |
| 12 | C    | Mohamed Homos           | 1º gennaio 1979 (30 anni)   | 15    | 0    | Al-Ismaili        |
| 13 | C    | Abdelaziz Tawfik        | 24 maggio 1986 (23 anni)    | 2     | 0    | ENPPI             |
| 14 | D    | Sayed Moawad            | 25 maggio 1979 (30 anni)    | 35    | 2    | Al-Ahly           |
| 15 | D    | Ahmed Samir Farag       | 20 maggio 1986 (23 anni)    | 6     | 0    | Al-Ismaili        |
| 16 | P    | Wahid                   | 3 giugno 1977 (32 anni)     | 26    | 0    | El Zamalek        |
| 17 | C    | Ahmed Hassan (Capitano) | 2 maggio 1975 (34 anni)     | 153   | 26   | Al-Ahly           |
| 18 | A    | Ahmed Abdel-Ghani       | 1º dicembre 1981 (27 anni)  | 4     | 1    | Haras El-Hodood   |
| 19 | A    | Mohamed Abou Greisha    | 4 agosto 1981 (27 anni)     | 5     | 0    | Al-Ismaili        |
| 20 | D    | Wael Gomaa              | 3 agosto 1975 (33 anni)     | 74    | 0    | Al-Ahly           |
| 21 | A    | Raouf                   | 15 settembre 1982 (26 anni) | 3     | 0    | ENPPI             |
| 22 | C    | Mohamed Aboutrika       | 7 novembre 1978 (30 anni)   | 56    | 20   | Al-Ahly           |
| 23 | P    | Mohamed Sobhy           | 30 agosto 1981 (27 anni)    | 0     | 0    | Al-Ismaili        |

### Italia
Allenatore:  Marcello Lippi
| N. | Pos. | Giocatore                  | Data nascita (età)          | Pres. | Reti | Squadra       |
| -- | ---- | -------------------------- | --------------------------- | ----- | ---- | ------------- |
| 1  | P    | Gianluigi Buffon           | 28 gennaio 1978 (31 anni)   | 92    | 0    | Juventus      |
| 2  | D    | Davide Santon              | 2 gennaio 1991 (18 anni)    | 1     | 0    | Inter         |
| 3  | D    | Fabio Grosso               | 28 novembre 1977 (31 anni)  | 42    | 3    | Lione         |
| 4  | D    | Giorgio Chiellini          | 14 agosto 1984 (24 anni)    | 18    | 1    | Juventus      |
| 5  | D    | Fabio Cannavaro (Capitano) | 13 settembre 1973 (35 anni) | 124   | 2    | Real Madrid   |
| 6  | D    | Nicola Legrottaglie        | 20 ottobre 1976 (32 anni)   | 12    | 1    | Juventus      |
| 7  | C    | Simone Pepe                | 30 agosto 1983 (25 anni)    | 6     | 0    | Udinese       |
| 8  | C    | Gennaro Gattuso            | 9 gennaio 1978 (31 anni)    | 66    | 1    | Milan         |
| 9  | A    | Luca Toni                  | 26 maggio 1977 (32 anni)    | 43    | 16   | Bayern Monaco |
| 10 | C    | Daniele De Rossi           | 24 luglio 1983 (25 anni)    | 45    | 7    | Roma          |
| 11 | A    | Alberto Gilardino          | 5 luglio 1982 (26 anni)     | 31    | 10   | Fiorentina    |
| 12 | P    | Morgan De Sanctis          | 26 marzo 1977 (32 anni)     | 3     | 0    | Galatasaray   |
| 13 | D    | Alessandro Gamberini       | 27 agosto 1981 (27 anni)    | 5     | 0    | Fiorentina    |
| 14 | P    | Marco Amelia               | 2 aprile 1982 (27 anni)     | 8     | 0    | Palermo       |
| 15 | A    | Vincenzo Iaquinta          | 21 novembre 1979 (29 anni)  | 27    | 2    | Juventus      |
| 16 | C    | Mauro Germán Camoranesi    | 4 ottobre 1976 (32 anni)    | 43    | 4    | Juventus      |
| 17 | A    | Giuseppe Rossi             | 1º febbraio 1987 (22 anni)  | 4     | 1    | Villarreal    |
| 18 | C    | Angelo Palombo             | 25 settembre 1981 (27 anni) | 8     | 0    | Sampdoria     |
| 19 | D    | Gianluca Zambrotta         | 19 febbraio 1977 (32 anni)  | 83    | 2    | Milan         |
| 20 | C    | Riccardo Montolivo         | 18 gennaio 1985 (24 anni)   | 5     | 0    | Fiorentina    |
| 21 | C    | Andrea Pirlo               | 19 maggio 1979 (30 anni)    | 55    | 8    | Milan         |
| 22 | D    | Andrea Dossena             | 11 settembre 1981 (27 anni) | 8     | 0    | Liverpool     |
| 23 | A    | Fabio Quagliarella         | 31 gennaio 1983 (26 anni)   | 11    | 3    | Udinese       |

### Stati Uniti
Allenatore:  Bob Bradley
| N. | Pos. | Giocatore                   | Data nascita (età)         | Pres. | Reti | Squadra                  |
| -- | ---- | --------------------------- | -------------------------- | ----- | ---- | ------------------------ |
| 1  | P    | Tim Howard                  | 6 marzo 1979 (30 anni)     | 39    | 0    | Everton                  |
| 2  | D    | Jonathan Bornstein          | 7 novembre 1984 (24 anni)  | 15    | 1    | Chivas USA               |
| 3  | D    | Carlos Bocanegra (Capitano) | 25 maggio 1979 (30 anni)   | 67    | 11   | Rennes                   |
| 4  | A    | Conor Casey                 | 25 luglio 1981 (27 anni)   | 10    | 0    | Colorado Rapids          |
| 5  | D    | Oguchi Onyewu               | 13 maggio 1982 (27 anni)   | 42    | 5    | Standard Liegi           |
| 6  | D    | Heath Pearce                | 13 agosto 1984 (24 anni)   | 23    | 0    | Hansa Rostock            |
| 7  | C    | DaMarcus Beasley            | 24 maggio 1982 (27 anni)   | 87    | 17   | Rangers                  |
| 8  | C    | Clint Dempsey               | 9 marzo 1983 (26 anni)     | 51    | 13   | Fulham                   |
| 9  | A    | Charlie Davies              | 23 giugno 1986 (22 anni)   | 6     | 1    | Hammarby                 |
| 10 | A    | Landon Donovan              | 4 marzo 1982 (27 anni)     | 110   | 39   | Los Angeles Galaxy       |
| 11 | D    | Marvell Wynne               | 8 maggio 1986 (23 anni)    | 3     | 0    | Toronto FC               |
| 12 | C    | Michael Sheehan Bradley     | 31 luglio 1987 (21 anni)   | 29    | 5    | Borussia Mönchengladbach |
| 13 | C    | Ricardo Clark               | 10 febbraio 1983 (26 anni) | 19    | 1    | Houston Dynamo           |
| 14 | D    | Danny Califf                | 17 marzo 1980 (29 anni)    | 23    | 1    | Midtjylland              |
| 15 | D    | Jay DeMerit                 | 4 dicembre 1979 (29 anni)  | 10    | 0    | Watford                  |
| 16 | C    | Sacha Kljestan              | 9 settembre 1985 (23 anni) | 17    | 3    | Chivas USA               |
| 17 | A    | Jozy Altidore               | 6 novembre 1989 (19 anni)  | 11    | 6    | Villarreal               |
| 18 | P    | Brad Guzan                  | 9 settembre 1984 (24 anni) | 12    | 0    | Aston Villa              |
| 19 | C    | Freddy Adu                  | 2 giugno 1989 (20 anni)    | 13    | 1    | Monaco                   |
| 20 | C    | José Francisco Torres       | 29 ottobre 1987 (21 anni)  | 5     | 0    | Pachuca                  |
| 21 | D    | Jonathan Spector            | 1º marzo 1986 (23 anni)    | 13    | 0    | West Ham United          |
| 22 | C    | Benny Feilhaber             | 19 gennaio 1985 (24 anni)  | 17    | 2    | AGF                      |
| 23 | P    | Luis Robles                 | 11 maggio 1984 (25 anni)   | 0     | 0    | FC Kaiserslautern        |

## Statistiche dei convocati
Squadre di club con più convocati
| Giocatori | Squadra                                                   |
| --------- | --------------------------------------------------------- |
| 7         | Wellington Phoenix                                        |
| 6         | Liverpool, Valencia                                       |
| 5         | Al-Ahly, Ismaily, Juventus, Milan, Barcellona, Villarreal |
| 4         | Fiorentina, Mamelodi Sundowns, Orlando Pirates            |

Nazionalità della squadra di club di appartenenza
| Giocatore | Nazione      |
| --------- | ------------ |
| 24        | Italia       |
| 21        | Spagna       |
| 19        | Egitto       |
| 18        | Inghilterra* |
| 14        | Sudafrica    |

* Nazionalità non rappresentata nel torneo dalla propria Nazionale di calcio.
Giocatori con più presenze in Nazionale
| Presenze | Giocatore          | Nazione     | Squadra            |
| -------- | ------------------ | ----------- | ------------------ |
| 153      | Ahmed Hassan       | Egitto      | Al-Ahly            |
| 124      | Fabio Cannavaro    | Italia      | Real Madrid        |
| 110      | Landon Donovan     | Stati Uniti | Los Angeles Galaxy |
| 92       | Gianluigi Buffon   | Italia      | Juventus           |
| 92       | Iker Casillas      | Spagna      | Real Madrid        |
| 88       | Essam El-Hadary    | Egitto      | Sion               |
| 87       | DaMarcus Beasley   | Stati Uniti | Rangers            |
| 85       | Aaron Mokoena      | Sudafrica   | Blackburn Rovers   |
| 84       | Gianluca Zambrotta | Italia      | Milan              |
| 79       | Lúcio              | Brasile     | Bayern Monaco      |

Giocatori con più gol in Nazionale
| Gol | Giocatore         | Nazione     | Squadra            |
| --- | ----------------- | ----------- | ------------------ |
| 39  | Landon Donovan    | Stati Uniti | Los Angeles Galaxy |
| 28  | David Villa       | Spagna      | Valencia           |
| 28  | Younis Mahmoud    | Iraq        | Al-Gharafa         |
| 26  | Ahmed Hassan      | Egitto      | Al-Ahly            |
| 24  | Kaká              | Brasile     | Milan              |
| 23  | Emad Mohammed     | Iraq        | Sepahan            |
| 20  | Mohamed Aboutrika | Egitto      | Al-Ahly            |
| 19  | Fernando Torres   | Spagna      | Liverpool          |
| 18  | Robinho           | Brasile     | Manchester City    |
| 17  | Luís Fabiano      | Brasile     | Siviglia           |
| 17  | DaMarcus Beasley  | Stati Uniti | Rangers            |